# Falsos Romanov

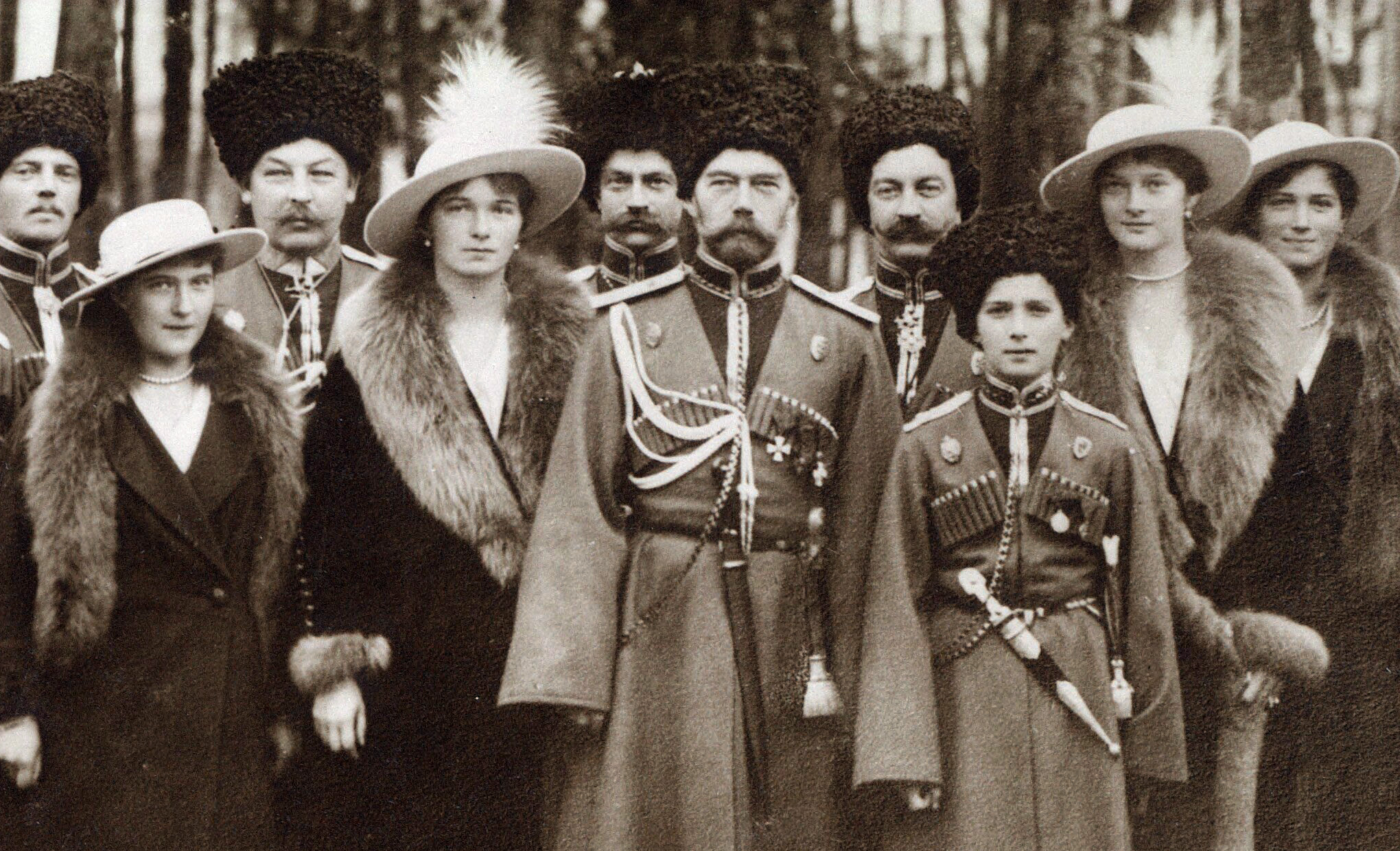
De izq. a der.: Las duquesas Anastasia y Olga, el zar Nicolás II, el zarévich Alekséi, las duquesas Tatiana y María. Imagen de 1916, posando junto a cosacos.

El 17 de julio de 1918 se produjo en Ekaterimburgo el asesinato de los miembros de la familia imperial de los Romanov a manos de los bolcheviques. 
A lo largo de los años, fueron varios los individuos que alegaron haber "sobrevivido" a la matanza. Todos ellos resultaron ser impostores, puesto que los restos óseos de los Romanov fueron recuperados y cotejados con la prueba del ADN.
En algunos casos se han presentado títulos nobiliarios falsos con los que demostrar el supuesto vínculo con la familia imperial.

## Teoría alternativa
A los pocos días de los sucesos de Ekaterimburgo, las noticias eran confusas, hecho que explica que surgiesen muchas alternativas a la versión real de los hechos. En un primer momento, el Gobierno ruso solo certificó la muerte de Nicolás II, pero no informó sobre el destino del resto de la familia. Los cables enviados por vía diplomática a los ministerios de Asuntos Exteriores de Reino Unido y Alemania, no hablan de la muerte de la zarina y sus hijos, por ello, el káiser Guillermo II de Alemania, primo hermano de la zarina Alejandra tuvo intentivas de rescatarlos. 
La primera investigación oficial realizada en los seis meses posteriores a los hechos, llevada a cabo por el juez Serguéiev y por el cónsul británico en Siberia, Charles Elliot, indica que solo el zar murió fusilado esa noche. Indudablemente, las declaraciones hechas por familiares cercanos a la familia Romanov también dio pie a la teoría de la salvación: la propia madre del zar, la emperatriz viuda María, afirmó a la prensa que Nicolás y su familia seguían vivos y que sabía perfectamente dónde estaban. El gran duque Cirilo, abuelo de María Vladímirovna dijo haber recibido una carta de la gran duquesa Tatiana afirmando que todos estaban bien Incluso el mismo Gueorgui Chicherin, ministro de Asuntos Exteriores de Rusia, en la Conferencia de Génova de 1922 llegó a decir que creía que la familia había sido trasladada a los Estados Unidos.
La teoría de la salvación de los miembros de la familia imperial es muy anterior al hallazgo de los cadáveres y de la realización de las pruebas de ADN. No obstante, hay historiadores como Marc Ferro que a día de hoy siguen creyendo en la versión de la salvación de la zarina y sus hijos. Incluso historiadores rusos, como Veniamin Alekseev, miembro de la Academia Rusa de Historia y antiguo profesor de universidad, que publicó un libro en el año 2014 sobre Anna Anderson, afirmando que no todo está explicado alrededor de lo que realmente le pasó a Anastasia.

## Pruebas de ADN
En 1991 se hallaron restos humanos en un bosque a las afueras de Ekaterimburgo. Tras una prueba del ADN fueron identificados como los restos de los Romanov y sus sirvientes. En 1998 recibieron sepultura en San Petersburgo y fueron declarados 'portadores de la pasión' (mártires) por la Iglesia Ortodoxa Rusa. Sin embargo, no se encontraron los restos mortales de varios miembros. Varios científicos identificaron a los desaparecidos como: el zarévich Alekséi Nikoláyevich, fallecido a los 13 años a un mes de cumplir 14; y las grandes duquesas Anastasia Nikoláyevna y María Nikoláyevna de 17 y 19 años respectivamente. La especulación sobre los cuerpos desaparecidos alimentaron las especulaciones sobre los supuestos supervivientes hasta finales de los años 2000.
El 23 de agosto de 2007 un arqueólogo ruso anunció el descubrimiento de dos esqueletos parcialmente enterrados y quemados en una hoguera en las proximidades de Ekaterimburgo y que parecieron coincidir con lo descrito por Yákov Yurovski en sus memorias. Los huesos correspondieron a los de un varón de entre 10 y 13 años, por otra parte los otros restos eran de una mujer de entre 18 y 23 años. Con los restos, los arqueólogos hallaron muestras de ácido sulfúrico, clavos, tiras de metal procedentes de una caja de madera y balas de diferente calibre.
El 22 de enero de 2008, científicos forenses anunciaron que los resultados preliminares indicaron "altas probabilidades" de que los restos hallados fuesen los de Aleksei y una de sus hermanas. Nikolái Nevolin señaló que los resultados serían comparados con aquellos extraídos por otros expertos internacionales y que los resultados se darían a conocer entre abril y mayo del mismo año. Resultados que fueron confirmados el 30 de abril descartando la posibilidad de que hubiere algún superviviente de la ejecución.
De todos los Romanov, Anastasia fue el miembro más simbólico, y sobre su incierto destino se han realizado producciones cinematográficas y publicado novelas.

## Impostores notables

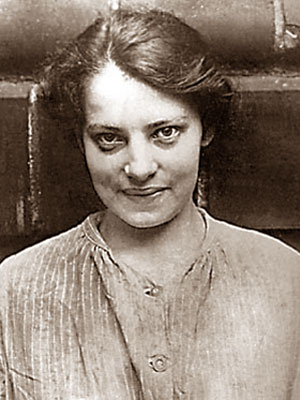
Anna Anderson, supuesta "Anastasia"

### De Anastasia
- Anna Anderson, nombre verdadero: Franziska Schanzkowska. Está considerada la impostora más famosa. Se dio a conocer en 1920 en Berlín. Falleció en Charlottesville, Virginia en 1984.[10][11]
- Eugenia Smith o Eugenia Drabek Smetisko: Publicó en 1963 un libro autobiográfico titulado:  Autobiography of HIH Anastasia Nicholaevna of Russia en el que alegaba ser la Gran Duquesa. Falleció en 1997 en Rhode Island.[12]
- Eleonora Kruger: Falleció en 1954 en una localidad búlgara.
- Natalya Bilikhodze: Se dio a conocer en 1995 y en el año 2000 se fue a Rusia para reclamar "su parte" de la fortuna de los Romanov.[13][14]
- Nadezhda Vasílyeva: Apareció en los años 20 en Rusia y falleció en un centro internado psiquiátrico de Kazán en 1971.[15]

### De Alekséi
- Vasily Filátov: Declaró ser de Astrakán. Falleció en 1988.[16]
- Eugene Nicolaievich Ivanoff: Afirmó ser el hijo de Nicolás en 1927 desde Polonia.[17]
- George Zhudin: Vivió con Eleonora Kruger hasta 1930, fecha en la que falleció en Bulgaria.
- Alexander Savin: Arrestado en 1928 por la GPU.[18]
- Heino Tammet: Fallecido en 1977 en Vancouver, Columbia Británica.[19][20]
- Michael Goleniewski: Agente de la CIA. En 1959 alegó ser el zarévich.[21]
- Michael Grey: Nombre adoptado de un profesor norirlandés. Es un escritor y autor del libro Blood Relative, en el que afirma ser el hijo del zarévich y de la princesa Marina. Según añade la obra, el zarévich escapó vía mar con la emperatriz viuda María. Vivió toda su vida bajo el nombre de Nikolái Chebotariov y tuvo el apoyo de algunos emigrados rusos. Fue trabajador de Naciones Unidas. Murió en 1987.[22]

### De Olga, Tatiana y María
Alegaron ser Olga Nikoláyevna:
- Marga Boodts.[23] Tal vez la más famosas de las veintitrés pretendientes que afirmaron ser Olga. Ella explica que huyó de Ekaterimburgo gracias a la ayuda de un cosaco llamado Dimitri K. Tras una larga travesía acabó en Alemania, donde vivió un tiempo mientras viajaba por varios países de Europa. Antes de la Segunda Guerra Mundial se estableció en Italia. Afirmó que solo ella había sobrevivido a la matanza y que demandaría a Anna Anderson. Firmó con una editorial la publicación de sus memorias pero finalmente no se publicaron, aunque ella cobró los pagos prometidos. Recibió apoyo del príncipe Segismundo de Prusia (primo hermano de la verdadera Olga), de su esposa Carlota Inés y del hermano de esta, el príncipe Federico Ernesto. También recibió apoyo financiero del káiser Guillermo II de Alemania, ella alega que lo visitó en su exilio en Doorn, Holanda, y del gran duque Nicolás de Oldemburgo.[24] Murió de neumonía en 1976 en Menaggio. Sus memorias fueron publicadas en España, en el año 2012, bajo el título Estoy viva. Las memorias inéditas de la última Romanov.

Alegaron ser Tatiana Nikoláyevna:
- Larissa Tudor. Apareció en Londres al poco tiempo de finalizar la guerra civil en Rusia. Se casó con un militar y utilizó su apellido. Realmente, ella nunca declaró ser Tatiana, pero recibió una gran herencia y sus allegados iniciaron los rumores ya que ella nunca hablaba de su pasado.[25]
- Maddess Aiort.[26]
- Michelle Anches. Nombre real desconocido. Apareció en Francia alrededor de 1920 asegurando venir de Siberia. No informó de cómo escapó de la matanza, añadiendo que solo se lo contaría a su abuela María, pero la reunión nunca se realizó. Murió en extrañas circunstancias en su casa a las afueras de París. La policía que investigó el caso no llegó a aclarar las causas de su muerte, diciendo solo que su pasaporte era falso. Este hecho hizo que se avivasen aún más los rumores.[27]
- Natalia Radísheva Menshova. Decía haber escapado de Rusia gracias a la ayuda de un guarda, del que no recordaba el nombre. Estuvo primero en Kiev en diciembre de 1918, y luego de unos meses se trasladó a Varsovia, trasladándose a un convento en Lvov, en donde vivió unos años bajo la protección del metropolitano Andréi Sheptytsky. Él y algunos representantes de la Iglesia uniata la reconocieron como Tatiana. Al parecer estuvo varios años viajando en compañía de un hombre que decía ser su médico personal y que a la vez cumplía labores de secretario. Supuestamente, en 1934 fue a visitar al rey Alejandro de Yugoslavia, con quien la verdadera Tatiana estuvo a punto de comprometerse en matrimonio. Tras varios años desaparecida, volvió a aparecer en Polonia y vivió con la condesa Sobinskoy. Según ella, fue reclutada por el servicio de inteligencia alemán bajo el seudónimo «N.º 3". Vivió en la catedral de San Jorge, a partir de 1943 y en el convento basiliano en Podmihaylovtsah con la abadesa Mónica Polyanskaya. Tras la derrota de los alemanes en Polonia, se sabe que continuó trabajando en un hospital como enfermera. Monseñor Sheptytsky en algunas cartas mostraba gran preocupación por la seguridad de esta joven. Tras la muerte del metropolitano en 1944 y la pérdida de los alemanes, no se supo más de ella.[28]

Alegaron ser María Nikoláyevna:
- Granny Alina. Se casó dos veces y vivió en Sudáfrica. Nunca alegó ser María, pero se rumoreaba que era rusa y venía de una familia adinerada. Actualmente su nieto sigue buscando pruebas para saber quién era realmente.[29]
- Alexis Brimeyer: según su testimonio, su abuela Ceclava Czapska.[25] Fue su nieto Alexis quien contó la historia de su abuela. Ella apareció por primera vez en Ucrania, en 1919. Según su pasaporte era una condesa polaca familiar de un primo de Chicherin, ministro de Asuntos Exteriores de Rusia. Se casó en Rumanía con Nicolás Dolgorouky, hijo de Alejandro Dolgorouky y tuvieron dos hijas: Olga Beatriz y Julia Yolanda. Recibieron pasaporte diplomático expedido por los reyes de Italia en 1920 bajo el apellido di Fonzo y ella pasó a llamarse Cecilia. Vivieron en varios lugares de Europa y África. Ciertamente mantuvieron contacto con varios miembros de casas reales y familias aristocráticas y se reunían con mucha frecuencia con Marga Boodts. Murió de cáncer en 1970. Su nieto afirma en su libro Yo Alexis, bisnieto del zar, que la zarina murió en Florencia, que Olga era realmente la señora Boodts, que su abuela era María y que Anderson era Anastasia. Él murió en Madrid en 1995.[30]

### De otros Romanov
- Anatoliy Iónov: Alegó ser el hijo de Anastasia.[13]
- Suzanna Catharina de Graaff: De nacionalidad holandesa, alegó ser la quinta hija de Nicolás y Alexandra. De acuerdo con sus palabras, nació en 1903 fruto de un embarazo psicológico. Sin embargo, no se hallaron documentos oficiales ni privados que apunten a que Alexandra pudo haber dado a luz aquel año.[31][32]